# Sorbus tsinlingensis
Sorbus tsinlingensis är en rosväxtart som beskrevs av C.L. Tang. Sorbus tsinlingensis ingår i släktet oxlar, och familjen rosväxter. Inga underarter finns listade i Catalogue of Life.